# Enduit de tension pour aviation

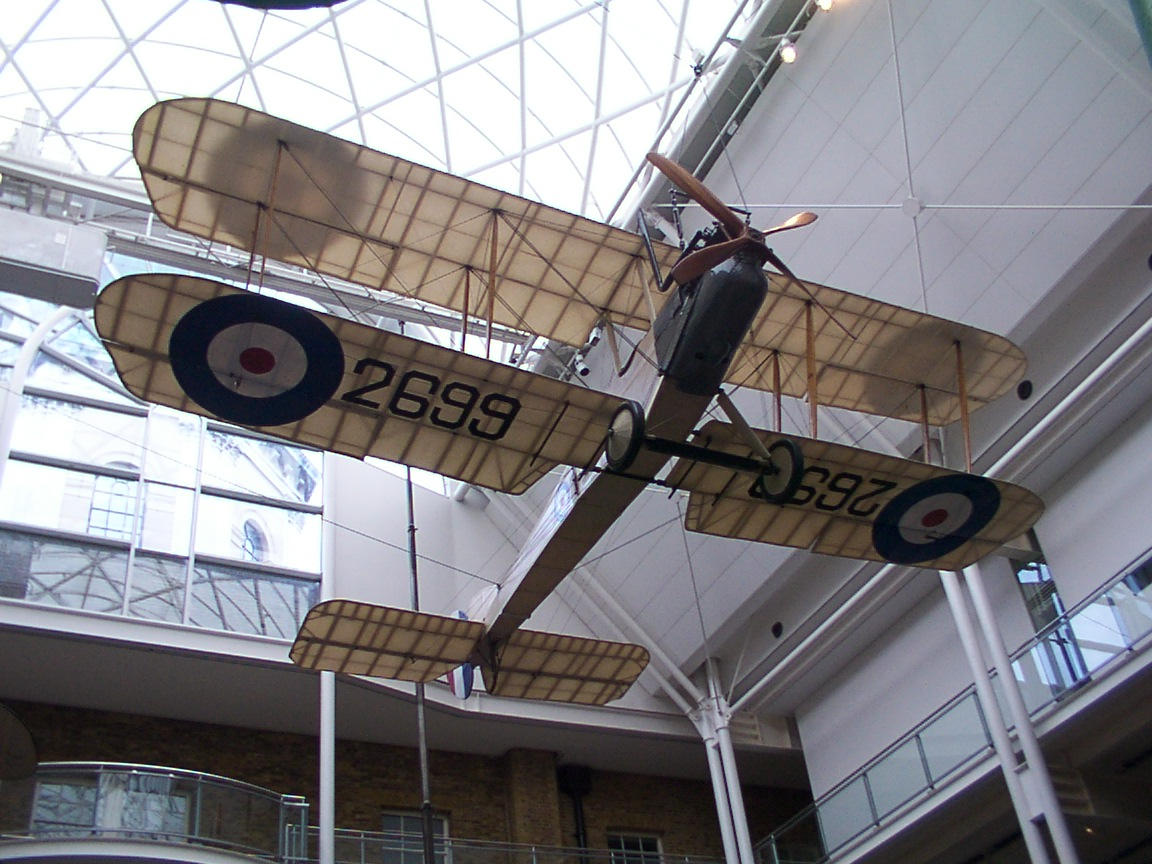
2699 un Royal Aircraft Factory B.E.2 de la Première Guerre mondiale fini par un enduit clair (non coloré)

Un enduit de tension pour aviation (en anglais : dope) est une laque plastifiée qui est appliquée sur les avions recouverts de tissu. Il resserre et raidit le tissu tendu sur les cellules, ce qui les rend étanches à l'air et aux intempéries, augmentant leur durabilité et leur durée de vie,. La technique a été couramment appliquée au modèles d'avions grandeur nature et volants,.

## Attributs
Les techniques d'enduisage sont utilisées dans la construction aéronautique depuis l'aube des vols plus lourd que l'air ; le tissu du Wright Flyer révolutionnaire avait bénéficié du enduisage, tout comme de nombreux avions qui ont rapidement suivi. Sans l'application de enduit, les revêtements en tissu manquaient de durabilité tout en étant hautement inflammables, les deux facteurs les rendant beaucoup moins viables. Dans les années 1910, une grande variété de types d'enduits étaient largement utilisés tandis que des formules entièrement originales étaient régulièrement introduites dans l'industrie. Les types d'enduits typiques comprennent la nitrocellulose, l'acétate de cellulose et l'acétate butyrate de cellulose (en). Les enduits liquides sont souvent hautement inflammables; la nitrocellulose, par exemple, est également connue sous le nom du propulseur explosif coton-poudre. Les enduits incorporent souvent des pigments pour faciliter une application uniforme et sont disponibles dans une large gamme de couleurs.
Les enduits de tension ont été appliqués à divers tissus d'avions, tels que le madapolam ; plus récemment, il a également été appliqué au polyester et à d'autres tissus avec des qualités de tissage fin et absorbante similaires . Apparemment, les revêtements en tissu de polyester sont devenus une norme à l'échelle de l'industrie, l'utilisation de tissus en coton et en lin a effectivement été éliminée. En plus des changements dans les matériaux sur lesquels l'enduit est appliqué, les méthodes d'application ont également été affinées pour réduire le rétrécissement, améliorer l'adhérence et augmenter la durée de vie.
Dans les années 1910, il a été reconnu que, bien que la pratique soit très bénéfique, certains types d'enduits présentaient un risque pour la santé des travailleurs. Alors que les enduits à base d'acétate et de nitrate étaient censés poser peu de risques en eux-mêmes, les composés volatils pour les dissoudre avant l'application étaient toxiques. La médecine du travail de plusieurs pays a pris conscience de cette menace juste avant la Première Guerre mondiale et a promu la nécessité d'une ventilation adéquate du lieu de travail comme mesure d'atténuation dans les usines où le enduisage était pratiqué. Au Royaume-Uni en particulier, des études ont été menées sur les effets potentiels sur la santé de divers enduits, concluant que ceux produits selon les spécifications de la Royal Aircraft Factory les rendaient moins susceptibles de provoquer des maladies que plusieurs autres. Des enquêtes sur les problèmes de santé liés aux enduits ont également été menées pendant la Seconde Guerre mondiale.
Du fait de la montée en puissance des moteurs et de techniques aérodynamiques avancées, l'utilisation de l'aluminium (et par la suite de composites ) a supplanté le tissu comme matériau principal utilisé dans l'industrie aéronautique dans la seconde moitié du XXe siècle. Divers avions légers, y compris des planeurs, des kits de fabrication artisanale et des avions de sport légers, ont continué à utiliser des tissus. Ainsi, les techniques d'enduisage continuent d'être employées, bien qu'à un degré moindre qu'à l'aube de l'aviation,. Il existe plusieurs méthodes de revêtement qui n'utilisent pas de processus de revêtement par enduisage, car des méthodes de traitement alternatives ont été conçues. Des matériaux et des techniques identiques doivent être utilisés pour la maintenance, de la même manière qu'ils ont été mis en œuvre initialement, ainsi les aéronefs de construction traditionnelle continuent d'utiliser des techniques d'enduisage tout au long de leur durée de vie.

## Accidents
De nombreux accidents sont survenus à la suite d'une mauvaise utilisation des techniques d'enduisage: mélange avec d'autres produits chimiques, utilisation sur de mauvais tissus ou application sur des surfaces contaminées ou mal préparées.
Au cours de l'enquête sur la catastrophe du dirigeable R101 de 1930, il a été déterminé que des pratiques d'enduisage inappropriées avaient rendu le tissu du dirigeable cassant et facile à endommager.
Parmi les hypothèses de la catastrophe du dirigeable Hindenburg de 1937, la théorie de la peinture incendiaire, présentée par Addison Bain (en), propose qu'une étincelle entre des segments de couverture en tissu mal mis à la terre du Hindenburg a déclenché le feu, et que l'étincelle avait enflammé la peau "hautement inflammable " enduite à l'oxyde de fer et à l'acétate butyrate de cellulose (en) (CAB) imprégné d'aluminium , qui reste potentiellement réactive même après prise complète. L'hypothèse a été contestée.
Le 27 avril 1995, Steve Wittman, concepteur et constructeur d'avions de 91 ans et figure importante du mouvement des avions de construction artisanale, et Paula Muir, l'épouse de Wittman, ont été tués lorsque leur Wittman O&O Special (en) s'est rompu en vol en raison du délaminage et de la séparation du tissu de l'aile, entraînant un flottement aéroélastique de l'aile . L'enquête du National Transportation Safety Board des États-Unis a déterminé que les couches et les types d'enduisage qui avaient été utilisés sur l'avion n'avaient pas les meilleures qualités adhésives et s'est référée au Manuel de revêtement et de peinture en polyfibre pour les processus appropriés à utiliser.